# Snake Eater
Snake Eater, conosciuto anche come Frank Seneca (fl. XX secolo), è stato un giocatore di lacrosse canadese, vincitore di una medaglia di bronzo nel lacrosse maschile a squadre ai Giochi della III Olimpiade.

## Palmarès
In carriera ha conseguito i seguenti risultati:
- Giochi olimpici

Saint Louis 1904: bronzo nel lacrosse maschile a squadre.